# Beals syndrom
Beals syndrom är en autosomalt dominant ärftlig bindvävssjukdom där symptomen kan liknas med dem vid Marfans syndrom: långa, smala fingrar och tår; sammandragna fingerleder, höfter, knän och armbågar. Men några problem med ögon eller aorta finns inte.
Beals syndrom skiljer sig från Marfans syndrom på så sätt att ögonen inte är påverkade hos personer med Beals syndrom. En annan viktig skillnad är det sätt på vilket Beals syndrom påverkar kroppens leder. Personer med Beals syndrom är oförmögna att till fullo sträcka ut sina leder (t.ex. fingrar, knän, armbågar, höfter och tår). Lederna förblir böjda och deformerade. När lederna förblir kontraherade under en längre tid kan musklerna bli korta och tajta, vilket begränsar rörligheten.